# Beludżystan (Pakistan)
Beludżystan (ang. Balochistan lub Baluchistan) − prowincja w południowo-zachodnim Pakistanie z ośrodkiem administracyjnym w Kwecie.
Ukształtowanie terenu w większości górzyste (Góry Mekran), pustynne i półpustynne. W dolinach okresowych rzek i w oazach ma miejsce uprawa pszenicy, ryżu, bawełny i palmy daktylowej. Koczownicza hodowla wielbłądów, owiec, kóz i koni. Na wybrzeżu rozwinięte rybołówstwo. Eksploatacja węgla kamiennego, siarki, rud żelaza i chromu. W regionie Sui największe w Pakistanie złoża gazu ziemnego. Komunikacja w regionie jest słabo rozwinięta.
- Ludność: ok. 14,9 mln mieszkańców, głównie Beludżów (57%)
- Gęstość zaludnienia: 42,92 osób na km²
- Powierzchnia: 347 190 km²
- Języki urzędowe: beludżi, pasztuński, brahui, perski
- Podział administracyjny: 30 dystryktów
- Data utworzenia: 1 lipca 1970
- Strona rządowa

Dystrykty Beludżystanu:

- Awaran
- Barkhan
- Bolan
- Chagai
- Dera Bugti
- Gwadar
- Harnai
- Jaffarabad
- Jhal Magsi
- Kalat
- Kech
- Kharan
- Khuzdar
- Killa Abdullah
- Killa Saifullah
- Kohlu
- Kweta
- Lasbela
- Loralai
- Mastung
- Musakhel
- Nasirabad
- Nushki
- Panjgur
- Pishin
- Sherani
- Sibi
- Washuk
- Zhob
- Ziarat